# Latexallergie
Latexallergie is een allergie voor natuurrubber. Latex is een natuurproduct, en wordt geproduceerd uit het sap van de Braziliaanse rubberboom (hevea brasiliensis). Daardoor zitten er natuurlijke eiwitten in rubber, waar mensen soms allergisch voor kunnen worden. Latexallergie is een type 1 allergie: het onmiddellijke type. Klachten ontstaan binnen minuten tot een uur na contact, en kunnen bestaan uit roodheid, jeuk, galbulten, angio-oedeem, astma en in ernstige gevallen symptomen van anafylaxie: bloeddrukdaling en shock.

## Epidemiologie
- Latexallergie is pas in de jaren 80 ontdekt, en is tot halverwege de jaren 90 sterk in frequentie toegenomen. Vooral onder personeel in de gezondheidszorg komt het veel voor. Deze trends worden verklaard door de toename van het gebruik van handschoenen, door de aidsepidemie. Daarbij zijn ook veel handschoenen van slechte kwaliteit gemaakt. Handschoenen waren vaak gepoederd. Dit poeder raakt 'vervuild' met latex. Ingeademd poeder zorgt voor blootstelling van de slijmvliezen. Waarschijnlijk is dit een belangrijke route waardoor mensen allergisch zijn geworden. Nu minder gepoederde handschoenen en vaker handschoenen van andere materialen (vinyl, nitriel, pvc) gebruikt worden, worden minder mensen allergisch voor latex.
- Daarnaast ontwikkelen ook mensen met een spina bifida vaker een latexallergie.

## Diagnose
In het bloed kan IgE tegen latex worden aangetoond. Priktesten zijn iets betrouwbaarder, maar zijn ook iets risicovoller.

## Behandeling
De enige behandeling is vermijden van contact met natuurrubber. Synthetisch rubber (neopreen) wordt wel verdragen.

## Rubberallergie
Latexallergie is iets anders dan rubberallergie. Hierbij bestaat een type 4 allergie (het vertraagde type). Klachten ontstaan pas na 1-2 dagen, en bestaat uit eczeem: jeuk, roodheid, blaasjes. Rubberallegie kan worden veroorzaakt door allerlei toevoegingen, die bij de fabricage van rubber gebruikt worden, zoals thiuram, benzothiazolen en carbamaten.